# 廃墟 (朝鮮の雑誌)
『廃墟』（はいきょ）は1920年7月に朝鮮で刊行された文芸同人誌。後継雑誌に『廃墟以後』もある。

## 概略
『廃墟』は1920年7月25日、創刊される。創刊時の同人は金億、南宮璧、羅蕙錫、金瓚泳、廉想渉、呉相淳、黄錫禹、閔泰瑗。そのほかに、金永煥、卞栄魯、玄鎮健、朱耀翰などが参加している。「廃墟」というタイトルの由来は、フリードリヒ・フォン・シラーの詩の一節にある「過去のものは滅び、時代は変わった。我の生命は廃墟から来る」から引いたものである。『廃墟』が創刊された当時、三・一独立運動の失敗から、朝鮮社会は挫折感と失望の空気が漂う「廃墟」そのものであった。『廃墟』の同人たちは、「廃墟」という言葉に、日帝の支配下にある朝鮮の荒廃した現実を克服し、新しい朝鮮を作り出そうとする思いを込めた。『廃墟』の文学的な傾向としては、「頽廃主義で一貫している」という見解と、「頽廃を題材にすることで、その克服、新生に主眼が置かれている」という見解がある。
第2号は1921年1月20日に刊行される。しかし、その後が続かず、廃刊になる。1924年1月1日、『廃墟以後』という『廃墟』の後継雑誌が刊行されるが、これも創刊号で中断した。
『廃墟』に掲載された作品は詩と評論、随筆が主である。